# Міхендорф
Міхендорф (нім. Michendorf) — громада в Німеччині, розташована в землі Бранденбург. Входить до складу району Потсдам-Міттельмарк.
Площа — 68,51 км2. Населення становить 13 278 ос. (станом на 31 грудня 2020).